# 甚目寺站
甚目寺站（日语：／ Jimokuji eki */?）是位於愛知縣海部市甚目寺鄉浦，名古屋鐵道（名鐵）的津島線車站。車站編號為TB01。為全列車停車站，也是在海部市內最多上下車人次的車站，在JTB時間表中，此站為海部市代表車站，但是距離市政廳最近的車站是木田站。

## 概要
此站為海部市甚目寺地區的玄關口，為在名鐵津島線內僅次於津島站，為第2多人使用的車站。
此站距離尾張四觀音之一甚目寺觀音最近，在初詣、節分會以及舉行活動時，會有許多參拜客前往。曾經特急列車會在此站通過，在2008年12月27日時間表修正中成為所有列車停車站。此據為全日設有車站職員當值，可購買μ-Ticket和定期票。

## 歷史
- 1914年（大正3年）1月23日 - 津島線枇杷島橋站至新津島站開業，此站啟用。
- 1915年（大正4年） - 車站大樓竣工[2]。
- 1975年（昭和50年）10月1日 - 南出口新車站大樓竣工[3]。
- 2004年（平成16年）7月15日 -  車站引入交通儲值卡「Trans Pass（日语：トランパス (交通プリペイドカード)）」。
- 2008年（平成20年）12月27日 - 新設4班特急班次從河和出發往佐屋，成為特急停車站。
- 2011年（平成23年）
  - 2月11日 - 車站可以使用「manaca」IC卡。
  - 3月26日 - 北出口車站大樓竣工[4]。
- 2012年（平成24年）2月29日 - 交通儲值卡「Trans Pass」的服務終止，此站也不可使用其儲值卡。

## 車站構造
車站為一座地面車站，設有2面2線的相對式月台，津島方向的月台只可容納6卡車廂，名古屋方向的月台可容納8卡車廂。在兩月台之間設有跨線橋連接。車站為直營車站，全日設有車站職員當值執行業務。
在閘口中，設有北閘口與南閘口2處，南閘口設有車站職員當值，北閘口為無車站職員當值。兩閘口設有自動閘機與觸控面板式自動售票機，可購買μ-Ticket。此站沒有自動補票機。在北閘口設有IC卡增值機，若需要補票，必須前往南閘口，在北閘口的自動售票機可讓IC卡增值。在月台上沒有列車資訊顯示牌與車站自動廣播，在早上繁忙時間，車站職員會以人聲進行廣播。

### 設備
月台設有上蓋、升降機與斜道等無障礙設施。
- 自動閘機
- 自動售票機
- 供輪椅使用的升降機（上下行月台與北出口）
- 斜道（南出口）
- 男女廁所（下行月台）
- 多功能廁所（下行月台）
- 商店（南出口）
- 自動販賣機

曾經在車站北邊設有為柴油特急（北阿爾卑斯）用的加油設施。現時成為了留置線（平日日間會停泊1000-1200系）。在名古屋方向的不載客列車會前往須口月台，按情況會再前往此站進行折返。
在2011年新設北閘口，在車站北邊設有迴旋路。
| 月台 | 路線   | 上下行 | 方向                 |
| ---- | ------ | ------ | -------------------- |
| 1    | 津島線 | 下行   | 津島方向             |
| 2    | 津島線 | 上行   | 須口、名鐵名古屋方向 |

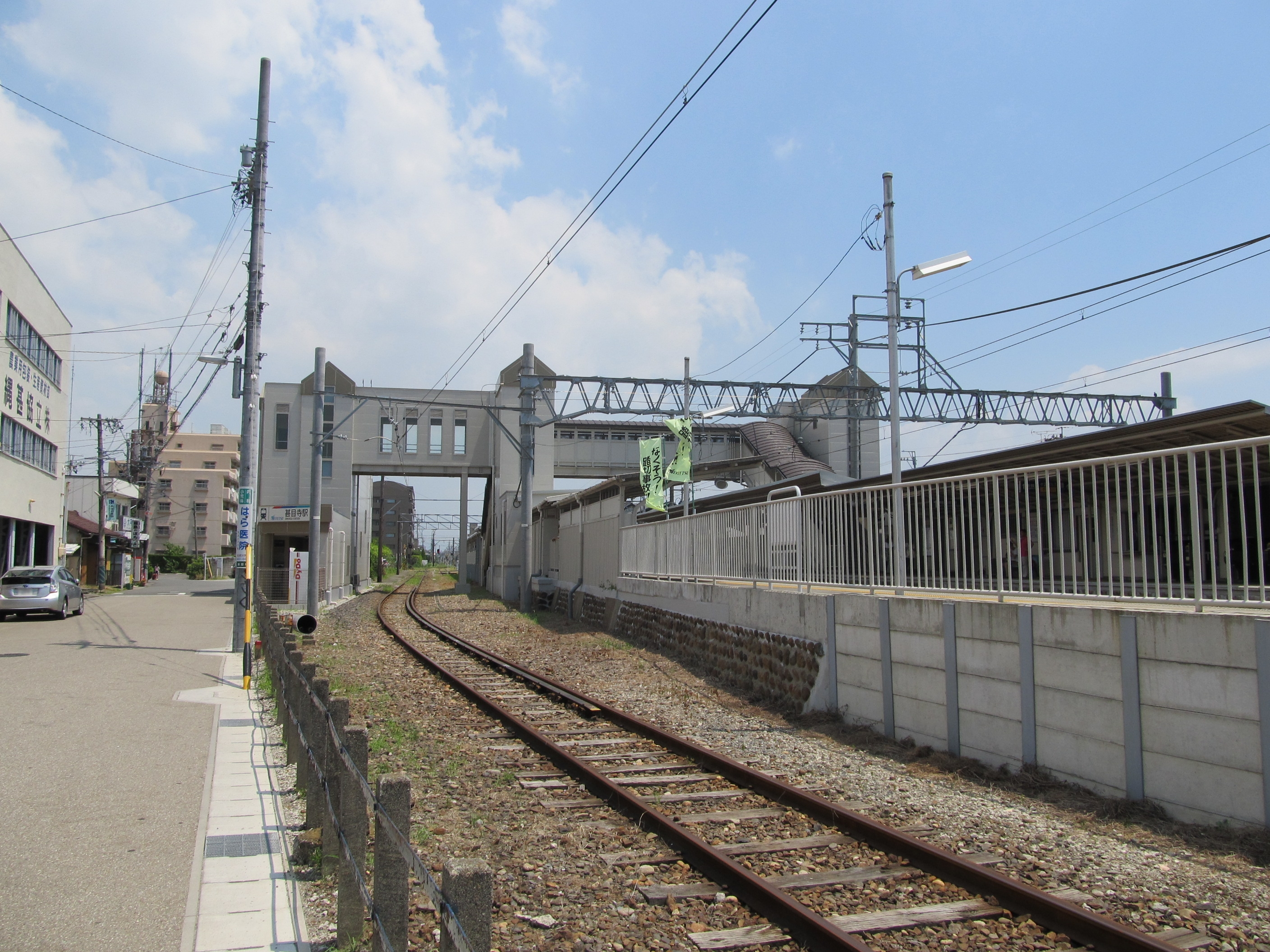
留置線
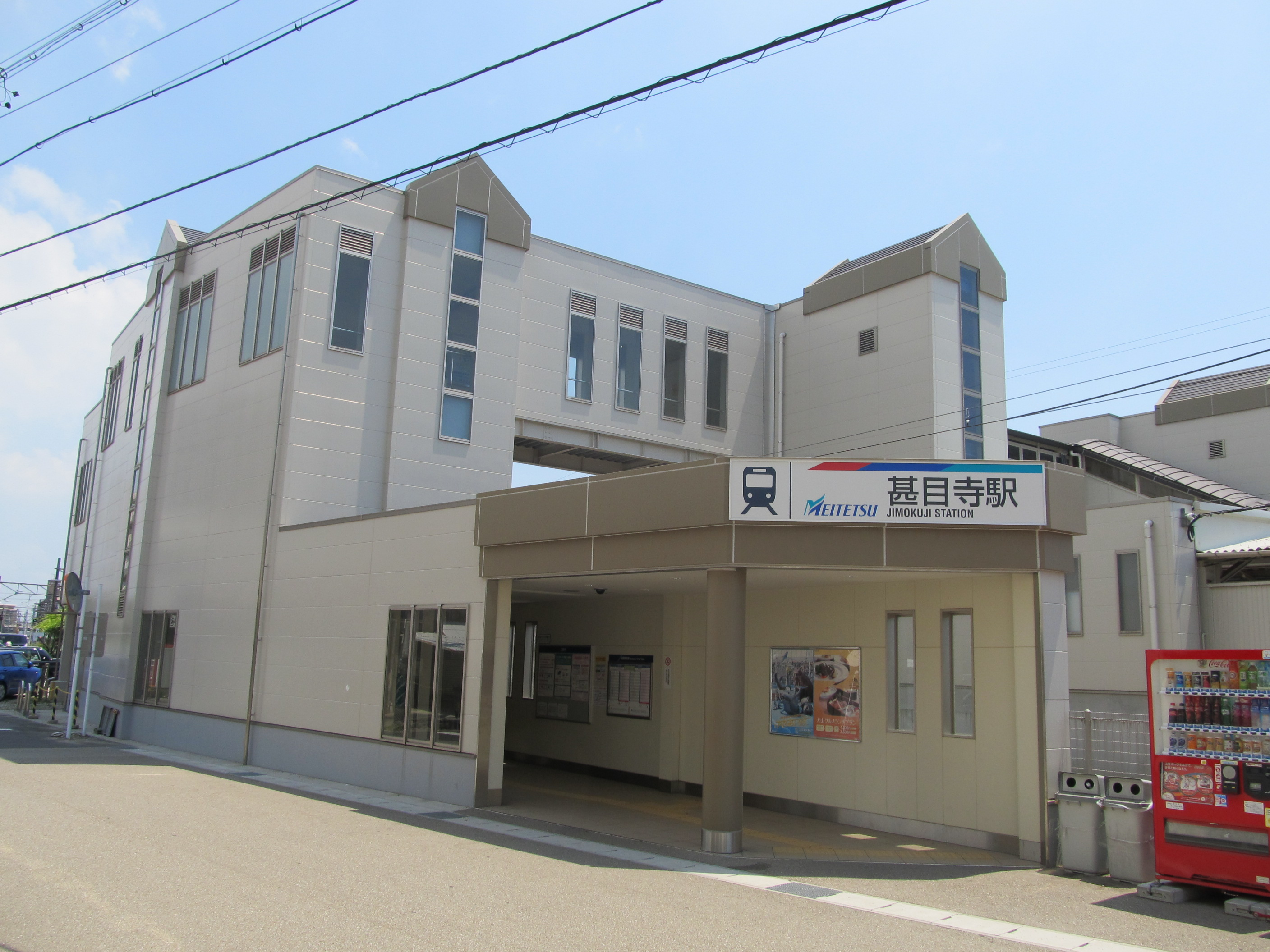
北出口(2012年8月)
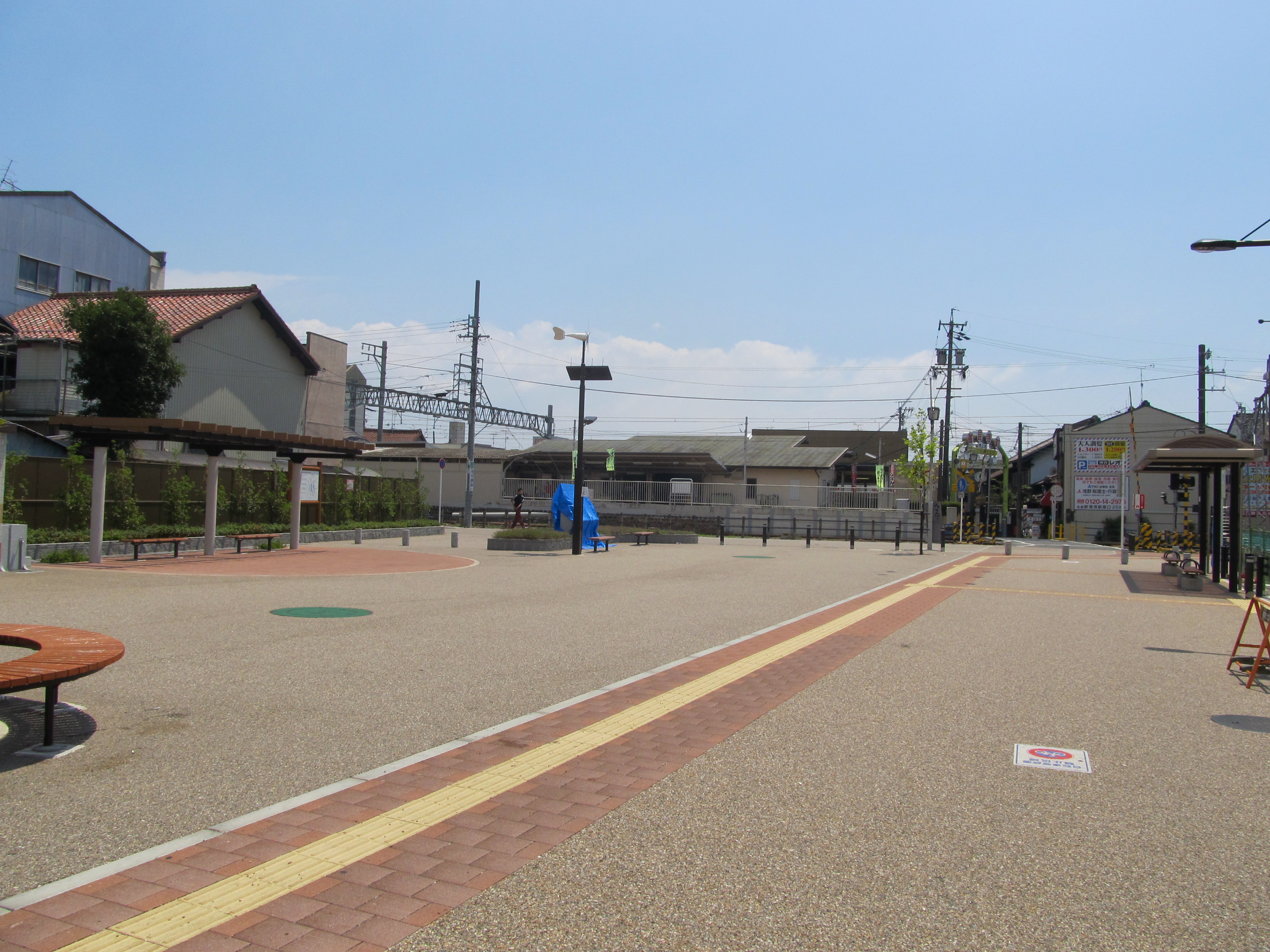
甚目寺夢廣場

## 使用狀況
- 在中提及在2013年度，當時1日平均上下車人次為9,529人，為名鐵所有車站（275站）排名第44，津島線（8站）中排名第2[1]。
- 在中提及在1992年度，當時1日平均上下車人次為9,842人，為除岐阜市內線均一車費區間內各站（岐阜市內線、田神線、美濃町線徹明町站至琴塚站之間）外名鐵所有車站（342站）中排名第43，津島線（8站）排名第3[6]。
- 在中提及在1922年度，當時一年乘車人次為97,044人（平日每日266人），下車人次為94,083人（平日每日258人）[7]。
- 在海部市統計資料中，以下為近年1日平均上下車人次的列表[8]：

| 年度               | 1日平均 上下車人次 |
| ------------------ | ------------------ |
| 2003年（平成15年） | 9,069              |
| 2004年（平成16年） | 8,882              |
| 2005年（平成17年） | 9,091              |
| 2006年（平成18年） | 9,288              |
| 2007年（平成19年） | 9,381              |
| 2008年（平成20年） | 9,223              |

在2008年12月27日的時間表修正前，特急於此站通過。此站比其他特急停車站只有須口站、木田站和勝幡站多乘客使用，為津島線內僅次津島站第2多人使用車站。

## 車站周邊

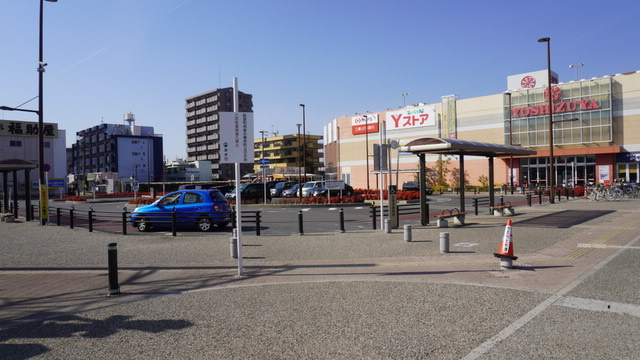
甚目寺站前迴旋路

在2006年起開展車站周邊發展項目，在2013年甚目寺站北口站前廣場完成。站前的迴旋路經過改造，現時迴旋路內設有的士站與巴士站。
- 鳳凰山甚目寺（甚目寺觀音）
- 海部市民醫院（日语：海部市民醫院）
- 海部市政廳甚目寺廳舍（舊・甚目寺町政廳）
- 海部市甚目寺綜合體育館（日语：あま市甚目寺総合体育館）
- 海部市甚目寺綜合福祉會館
- 甚目寺郵局（日语：甚目寺郵便局）
- 愛知縣立五條高等學校（日语：愛知県立五条高等学校）（徒步約13分鐘）
- 海部市立甚目寺中學（日语：あま市立甚目寺中学校）
- 海部市立甚目寺小學（日语：あま市立甚目寺小学校）
- 義津屋（日语：ヨシヅヤ）甚目寺店

## 巴士路線

### 巡回巴士
- 海部市巡回巴士（日语：あま市巡回バス） [注釋 1]

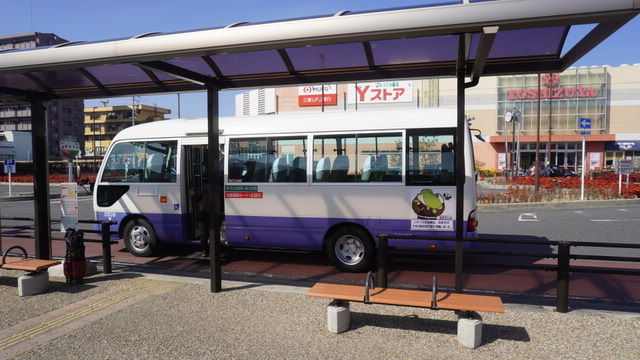
在甚目寺站巴士站停車中的海部市巡回巴士

  - 北部巡回路線：甚目寺站 - 海部市民醫院 - 市政廳甚目寺廳舍 - 美和文化會館（日语：あま市美和文化会館） - 市政廳本廳舍 - 木田站
  - 東部巡回路線：下萱津（日语：下萱津） - 甚目寺南中學（日语：あま市立甚目寺南中学校）前 - 海部市民醫院 - 市政廳甚目寺廳舍 - 甚目寺站
- 海部市民醫院巡回巴士 - 所有路線均在此停站

### 駕駛學校接送巴士
- 大治駕駛學校
- 稻澤駕駛學校
- 城北駕駛學校
- CBC駕駛學校（日语：CBC自動車学校）

### 其他接送巴士
- 放鬆天然溫泉 湯樂

## 相鄰車站
名古屋鐵道
  津島線
■特急、■急行、■準急
須口（NH42）－甚目寺（TB01）－木田（TB03）
■普通
須口（NH46）－甚目寺（TB01）－七寶（TB02）
在此站與七寶站之間曾設有新居屋站，現已廢止。

## 注腳

## 外部連結
- 甚目寺 - 名古屋鐵道